# Pál Jávor
Pál Jávor (5. února 1907, Újpest – 5. února 1989, Budapešť) byl maďarský fotbalista, útočník a fotbalový trenér.

## Fotbalová kariéra
Hrál za Újpest FC, Kaposvár FC, ŠK Bratislava a Csepel SC. V roce 1932 nastoupil za maďarskou reprezentaci v utkání s Itálií.

## Trenérská kariéra
Trénoval ŠK Bratislava, Csepel SC, Újpest FC, Vasas SC, Soroksár, Diósgyőri VTK, Hapoel Haifa FC a Haladás Szombathely.